# 春は馬車に乗って
『春は馬車に乗って』（はるはばしゃにのって）は、横光利一の短編小説。作者本人の体験をもとに執筆された横光の代表的作品の一つである。病身に苦しむ妻と、妻を看護する夫との愛の修羅場と、その苦しみの後の融和と静寂の物語。湘南の海岸の自然や動植物、夫の心理描写の映像的な新感覚派の文体を織り交ぜながら、悲運に置かれた夫婦の葛藤と愛情が、会話文を多用した淡々とした趣きで描かれている。春の訪れる終章では、生と死との対比が詩的に表現され、愛する亡妻への鎮魂となっている。
1926年（大正15年）、雑誌『女性』8月号に掲載され、翌年1927年（昭和2年）1月12日に改造社より単行本刊行された。文庫版は新潮文庫、岩波文庫などから刊行されている。翻訳版もDennis Keene訳（英題：Spring Riding in a Carriage）で行われている。

## 作品背景・モデル
作中の「妻」は、横光利一と1919年（大正8年）に知り合い、1923年（大正12年）の関東大震災の3か月前から同居を始めた小島キミ（同人仲間・小島勗の妹）である。同居後キミは1925年（大正14年）6月に結核を発病し、翌年1926年（大正15年）6月24日に逗子の湘南サナトリウムで23歳の生涯をとじた。横光はキミの療養のため、菊池寛の紹介で葉山の森戸に家を借りていた。小島勗に反対され駆け落ち同然の同居であったため、2人は戸籍上婚姻しておらず、キミの死の1か月後の7月8日に入籍をした。
なお、亡妻を題材にした横光の小説は他に、『蛾はどこにでもいる』（1926年）と『花園の思想』（1927年）があり、「亡妻もの」の三部作とされている。『蛾はどこにでもいる』は、妻の没後から描かれている。

## あらすじ
胸の病で臥せっている妻の寝台からは、海浜の松や庭のダリアや池の亀が見える。そんなものを見ながら、いつしか彼（夫）と妻の会話は刺々しくなることが多くなっていた。彼は妻の気持を転換させるために柔らかな話題を選択しようと苦心したり、妻の好物の鳥の臓物を買ってきて鍋にしたりした。妻は病の焦燥から、夫が執筆の仕事で別室へ離れることにも駄々をこね、原稿の締切りに追われながら生活を支えている彼を困らせた。かつては円く張り滑らかだった妻の手足も日増しに竹のように痩せてきた。食欲も減り、鳥の臓物さえもう振り向きもしなくなった。彼は海から獲れた新鮮な魚や車海老を縁側に並べて妻に見せた。彼女は、「あたし、それより聖書を読んでほしい」と言った。彼はペトロのように魚を持ったまま不吉な予感に打たれた。
妻は咳の発作と共に暴れて夫を困らせた。そんな時、彼はなぜか妻が健康な時に彼女から与えられた嫉妬の苦しみよりも、寧ろ数段の柔らかさがあると思った。彼はこの新鮮な解釈に寄りすがるより他なく、この解釈を思い出す度に海を眺めながら、あはあはと大きな声で笑った。しかし彼は妻の看病と睡眠不足で疲れ、「もうここらで俺もやられたい」と弱気になってきた。彼はこの難局を乗り切るため、「なお、憂きことの積れかし」と、繰り返し呟くのが癖になった。腹の擦り方にも我がままを言う妻に彼は、「俺もだんだん疲れて来た。もう直ぐ、俺も参るだろう。そうしたら、2人でここで呑気に寝転んでいようじゃないか」と言った。すると妻は急に静かになり、虫のような憐れな小さな声で、今までさんざん我がままを言ったことを反省し、「もうあたし、これでいつ死んでもいいわ。あたし満足よ」と、夫に休むように促した。彼は不覚にも涙が出てきて、妻の腹を擦りつづけた。
ある日、薬を買いに行った時、彼は医者から、もう妻の病が絶望的なことを告げられた。もう左の肺がなくなり、右もだいぶ侵食されているという。彼は家に帰っても、なかなか妻の部屋へ入れなかった。妻は夫の顔を見て、彼が泣いていたことに感づいて黙って天井を眺めた。彼はその日から機械のように妻に尽くした。彼女は、もう遺言を書いて床の下に置いてあることを夫に告げた。病の終日の苦しさのため、しだいに妻はほとんど黙っているようになった。彼は旧約聖書をいつものように読んで聞かせた。彼女はすすり泣き、自分の骨がどこへ行くのか、行き場のない骨のことを気にし出した。
寒風も去り、海面には白い帆が増して、しだいに海岸が賑やかになって来た。ある日、彼のところへ知人から思いがけなくスイトピーの花束が岬を廻って届けられた。早春の訪れを告げる花束を花粉にまみれた手で捧げるように持ちながら、彼は妻の部屋に入っていった。「とうとう、春がやって来た」と彼は言った。「まア、綺麗だわね」と妻は頬笑みながら、痩せ衰えた手を花の方へ差し出した。「これは実に綺麗じゃないか」と彼は言った。そして、「どこから来たの」と訪ねる妻へ、「この花は馬車に乗って、海の岸を真っ先きに春を捲き捲きやって来たのさ」と答えた。妻は彼から花束を受けると両手で胸いっぱいに抱きしめた。そうして彼女は花束の中へ蒼ざめた顔を埋めると、恍惚として眼を閉じた。

## 作品評価・研究
様々な葛藤の末、おだやかに死の準備をしている夫婦の元へスイトピーの花束が届くという最後の場面について井上謙は、「美しい幕切れは、亡妻への愛を込めた鎮魂と、利一の青春への挽歌でもあった」とし、「その（横光の）視座は日本近代文学の歴史の中で“結核と文学”をみる場合、芹沢光治良の『ブルジョア』と並んで一考すべき課題を残している」と解説している。
篠田一士は、「『ナポレオンと田虫』や『春は馬車に乗って』の二作を読めば、ここには横光の文壇進出をかざった、いわゆる“新感覚派”運動のめざましい成果を知ることができるが、それは、ほかならぬ、志賀文学を中核とする大正文学の支配勢力に対する懸命の反抗だった」と解説し、その横光の「絢爛たる修辞にみちあふれた文章」や「観念のモザイクに隈どられた小説構成」などは、すでに「志賀直哉の小説手法とは正反対のもの」が見られるとしている。

## おもな刊行本
- 『春は馬車に乗って』（改造社、1927年1月12日）
  - 装幀：中川一政
  - 収録作品：「春は馬車に乗つて」「蛾はどこにでもゐる」「ナポレオンと田虫」「園」「街の底」「慄へる薔薇」「無禮な街」「街へ出るトンネル」「妻」「静かなる羅列」「表現派の役者」
- 文庫版『機械・春は馬車に乗って』（新潮文庫、1969年8月。改版2003年）
  - カバー装画：ゴトウヒロシ
  - 解説：篠田一士。注解：日置俊次
  - 収録作品：「御身」「ナポレオンと田虫」「春は馬車に乗って」「時間」「機械」「比叡」「厨房日記」「睡蓮」「罌粟の中」「微笑」
- 文庫版『日輪・春は馬車に乗って 他八篇』（岩波文庫、1981年8月16日）
  - 解説：川端康成。保昌正夫「作品に即して」
  - 収録作品：「日輪」「春は馬車に乗って」「火」「笑われた子」「蠅」「御身」「花園の思想」「赤い着物」「ナポレオンと田虫」「機械」
- 英文版『Oxford Book of Japanese Short Stories (Oxford Books of Prose & Verse) 』（編集：Theodore W. Goossen。訳：Dennis Keene）（Oxford and New York: Oxford University Press,、1997年）
  - 収録作品：森鷗外「山椒大夫」（Sansho the Steward）、芥川龍之介「藪の中」（In a Grove）、宮沢賢治「なめとこ山の熊」（The Bears of Nametoko）、横光利一「春は馬車に乗って」（Spring Riding in a Carriage）、川端康成「伊豆の踊子」（The Izu Dancer）、梶井基次郎「檸檬」（Lemon）、坂口安吾「桜の森の満開の下」（In the Forest, Under Cherries in Full Bloom）、中島敦「名人伝」（The Expert）、安部公房「賭」（The Bet）、三島由紀夫「女方」（Onnagata,）、ほか

## おもな舞台化
- 岡崎藝術座 第三回公演『春は馬車に乗って』
  - 2004年（平成16年）4月11日 - 12日、14日 - 15日、19日、21日 - 22日 阿佐ヶ谷・名曲喫茶ヴィオロン
  - 脚本：神里雄大
  - 出演：あきやまかおる、小林麻友子、武内博一、神里雄大
- バンダラコンチャ ソロアルバム公演「相思双愛」
  - 2009年（平成21年）5月9日 - 16日 東京・紀伊國屋ホール、5月20日 山形・川西町フレンドリープラザ、
  - 5月29日 鹿児島・伊佐市文化会館、5月31日 山口・ルネッサながと、
  - 6月3日 兵庫県立芸術文化センター・中ホール、6月5日 愛知・長久手市文化の家・森のホール、
  - 6月7日 大阪・富田林市すばるホール、6月10日 茨城・水戸芸術館ACM劇場
  - 演出：近藤芳正、桑原裕子。脚本：倉持裕、前川知大。
  - 出演：坂井真紀、辺見えみり、近藤芳正、榎木孝明
  - ※ 『春は馬車に乗って』と、重松清の『四十回のまばたき』と交互に重ね合わせた演出。
- Shelf×中津軒『春は馬車に乗って』
  - 2011年（平成23年）11月22日 - 26日 三重県文化会館
  - 演出：矢野靖人。選曲・ドラマトゥルク：荒木まや。主催・企画・製作：津あけぼの座・三重県文化会館
  - 出演：川渕優子、春日茉衣、鈴木正孝
  - ※ ドラマ・リーディング
- 『春は馬車に乗って』
  - 2012年（平成24年）3月10日 - 31日 みやぎ純米酒倶楽部 さなぶり
  - 演出：絵永けい。ピアノ：服部暁典
  - 出演：松崎太郎、上島奈津子、藤原貢

## おもなテレビ放送
- 『乃木坂浪漫』（テレビ東京） 2012年（平成24年）5月10日[9]
  - 出演：白石麻衣
  - ※ 朗読